# Гельбахская ГЭС
Гельбахская ГЭС имени Зубаира Магомедова (Чирюртская ГЭС-3) — гидроэлектростанция у села Гельбах в Дагестане, на реке Сулак. Входит в состав Сулакского каскада ГЭС, образуя вместе с Чирюртской ГЭС-1 и Чирюртской ГЭС-2 единый гидроэнергетический комплекс Чирюртских ГЭС. Гельбахская ГЭС входит в состав Дагестанского филиала ПАО «РусГидро».

## Конструкция станции
Гельбахская ГЭС представляет собой средненапорную плотинную гидроэлектростанцию. Установленная мощность электростанции — 44 МВт, среднегодовая выработка электроэнергии — 91,5 млн кВт·ч. Концепция Гельбахской ГЭС подразумевается использование паводкового стока р. Сулак, сбрасываемого через водосброс плотины Чирюртской ГЭС-1, также станция используется в период ремонта гидроагрегатов Чирюртской ГЭС-1. Собственного подпорного сооружения и водохранилища Гельбахская ГЭС не имеет, используя в качестве таковых плотину Чирюртской ГЭС-1 и Чирюртское водохранилище.
Сооружения гидроузла включают в себя:
- водоприёмник, представляющий собой переоборудованное донное отверстие водосброса Чирюртской ГЭС-1;
- металлический напорный трубопровод диаметром 6 м и длиной 166 м, который после выхода на поверхность разделяется на две нитки диаметром по 4 м и длиной 120 м, засыпанные грунтом и оборудованные дисковыми затворами;
- здание ГЭС;
- отводящий канал длиной 269 м;

В здании ГЭС установлены 2 вертикальных гидроагрегата мощностью по 22 МВт с пропеллерными турбинами ПР40-587А-ВМ-300, работающими на расчётном напоре 33,6 м. Турбины приводят в действие гидрогенераторы СВ 525/100-24 УХЛ4. Турбины произведены предприятием «Тяжмаш», генераторы — заводом «Уралэлектротяжмаш». Электроэнергия с генераторов на напряжении 10,5 кВ подается на трехфазные силовые трансформаторы ТДТН-40000/110/35/10 мощностью по 40 МВА, а с них через ОРУ 110 кВ — в энергосистему по двум линиям электропередачи ВЛ-110 кВ: Гельбахская ГЭС — ПС Чирюрт (ВЛ-110-184) и Гельбахская ГЭС — ПС Сулак (ВЛ-110-199).

## История строительства и эксплуатации
Чирюртская плотина с водосбросными сооружениями была построена в рамках проекта Чирюртской ГЭС-1 и введена в эксплуатацию в 1961 году. При этом в паводковый период значительные объемы воды сбрасывались вхолостую, поскольку вся поступавшая вода не могла быть пропущена через турбины Чирюртской ГЭС-1. Концепция Чирюртской ГЭС-3, позднее названной Гельбахской ГЭС, предусматривает использование этого стока для выработки электроэнергии. Кроме того, Гельбахская ГЭС позволяет минимизировать потери в выработке электроэнергии, возникающие при выводе гидроагрегатов Чирюртской ГЭС-1 в ремонт. 
Проектирование Гельбахской ГЭС было начато институтом «Ленгидропроект» в конце 1980-х годов. Строительство станции было начато ООО «Энергострой ЛТД» в ноябре 2004 года, а уже 22 декабря того же года был уложен первый бетон. 3 августа 2006 года при проведении мероприятий по подготовке к пуску первого гидроагрегата произошёл динамический удар, разрушивший перекрытие водоразборной камеры. Хлынувшим потоком воды было смыто несколько человек, один из которых погиб. После устранения последствий аварии в ноябре-декабре 2006 года были пущены первые гидроагрегаты, а в 2007 году строительство станции было официально завершено. В 2009 году были смонтированы дисковые затворы. Гельбахская ГЭС полностью автоматизирована и работает по безлюдной технологии. В 2016 году станции было присвоено имя Зубаира Магомедова, руководителя Каскада Сулакских ГЭС в 1968—2005 годах и одного из инициаторов строительства Гельбахской ГЭС.